# Bajamar
Bajamar är en ort i Honduras. Den ligger i kommunen Puerto Cortés vilken tillhör Departamento de Cortés, i den nordvästra delen av landet, 210 km norr om huvudstaden Tegucigalpa. Antalet invånare är 1 329 enligt en mätning 2013.